# Cooniac
Cooniac, glavno selo Skilloot Indijanaca s Oak Pointa na južnoj strani rijeke Columbia, nedaleko ušća Cowlitza u okrugu Columbia, Oregon. 
Nakon 1830. godine stanovnici sela Cooniac bili su jedini preživjeli ostaci Skilloota. Selo je poznato pod još nizom naziva, među kojima i kao Whill Wetz, Ne-co-ni-ac, Konnaack, Konick, Kukhn-yak,  Ne-Coniacks, Ketlakaniaks, Kahn-yak.